# São Pedro (Porto de Mós)
São Pedro ist ein Ort und eine ehemalige Gemeinde (Freguesia) im portugiesischen Kreis Porto de Mós. Die Gemeinde hatte 2877 Einwohner (Stand 30. Juni 2011).
Am 29. September 2013 wurden die Gemeinden Porto de Mós (São Pedro) und Porto de Mós (São João Baptista) zur neuen Gemeinde Porto de Mós — São João Baptista e São Pedro zusammengeschlossen.